# Anjin
«Anjin» (en japonés: 安針) es el primer episodio de la serie de televisión de drama histórico estadounidense Shōgun, basada en la novela de James Clavell. El episodio fue escrito por los desarrolladores de la serie Rachel Kondo y Justin Marks, y dirigido por el coproductor ejecutivo Jonathan van Tulleken. Fue lanzada en la plataforma Hulu el 27 de febrero de 2024, y también se emitió por el canal FX en el mismo día.
La serie está ambientada en 1600 y sigue a tres personajes. John Blackthorne, un marinero inglés que toma riesgos y termina naufragado en Japón, una tierra cuya cultura desconocida finalmente lo redefinirá; Lord Toranaga, un astuto y poderoso daimyo, en desacuerdo con sus propios rivales políticos peligrosos; y Lady Mariko, una mujer con habilidades invaluables pero lazos familiares deshonrosos, que debe demostrar su valor y lealtad.
Según Nielsen Media Research, el episodio fue visto por un estimado de 0,764 millones de espectadores en el hogar y obtuvo una cuota de calificaciones de 0,14 entre los adultos de 18 a 49 años. El estreno de la serie recibió la aclamación de la crítica, con una especialización en los efectos visuales, las actuaciones y los valores de producción.

## Argumento
En 1600, Osaka, el reinante Taikō ha muerto, dejando a cinco regentes iguales para mantener el control del castillo de Osaka. El barco comercial holandés Erasmus se queda varado frente a la costa de Ajiro después de toperarse con fuertes tormentas y quedarse sin comida. Algunos supervivientes, incluido el piloto inglés John Blackthorne, son hechos prisioneros cuando un grupo de samuráis se apodera del Erasmus. 
Uno de los regentes, Yoshii Toranaga, es citado ante sus colegas: Ishido Kazunari, Kiyama ukon Sadanaga, Sugiyama Josui y Ohno Harunobu. Toranaga ha sido acusado de consolidar su poder y los otros regentes están considerando seriamente una moción de Ishido para destituirlo, lo que también lo condenaría a toseppuku. Toranaga no tiene miedo de su amenaza, ya que afirma que su único propósito es proteger al joven heredero de Taikō, Nakamura Yaechiyo. Uno de los hombres de Toranaga, Usami Tadayoshi, insulta a Ishido y se ve obligado a cometer seppuku no solo por él, sino también por su hijo pequeño, devastando a su esposa Fuji.
Blackthorne es liberado de su celda y llevado a enfrentarse a Kashigi Yabushige, Señor de Izu y un poderoso vasallo del clan de Toranaga. Se da cuenta de que Japón y Portugal han formado una ruta comercial secreta, siendo el orden jesuita de la Iglesia Católica los rivales políticos y religiosos de los protestantes Blackthorne. El traductor de Yabushige, un sacerdote jesuita local, condena inmediatamente a Blackthorne como pirata y sugiere su ejecución. Sin embargo, Yabushige decide perdonarlo, ansioso por usar el Erasmus para ganarse el favor de Ishido, y en su lugar tiene a uno de los hombres de Blackthorne hervido hasta la muerte.
El general de Toranaga, Toda Hiromatsu, llega a Ajiro y obliga a Yabushige a entregarle la propiedad tanto de Eramus como de Blackthorne; este último se coloca bajo la supervisión del navegante español Vasco Rodrigues. Al regresar a Osaka, el barco es golpeado por una fuerte tormenta, lo que obliga a Blackthorne a asumir el mando mientras reorganiza a la tripulación. Sin embargo, Rodrigues es barrido por las mareas y se arrastra a tierra cerca de un acantilado. Blackthorne manipula a Yabushige para que lo ayude a rescatar a Rodrigues. La cuerda de Yabushige se rompe y cae al agua; incapaz de nadar, saca su espada para suicidarse. Sin embargo, él y Rodrigues se salvan cuando un grupo de samuráis les trae una nueva cuerda. Blackthorne es llevado al castillo de Osake. Al enfrentarse cara a cara con Toranaga y su traductora, Toda Mariko, Blackthorne se inclina ante ellos.

## Producción

### Desarrollo
En enero de 2024, Hulu confirmó que el episodio se titularía como «Anjin», y que iba a ser escrito por los desarrolladores de la serie Rachel Kondo y Justin Marks y dirigido por el coproductor ejecutivo Jonathan van Tulleken.Fue el primer crédito de escritura de Kondo, el primer crédito de escritura de Marks y el primer crédito de dirección de Van Tulleken.

### Escritura
Justin Marks explicó que los escritores esperaban no hacer tropos relacionados con las representaciones de «extraño en una tierra extraña» en otros proyectos. Marks dijo que quería «una historia sobre la globalización», explorando la cultura a través de una perspectiva diferente.Para los diálogos japoneses, los escritores harían los guiones en inglés y, después de consultar con los investigadores, los enviarían a un equipo de traductores en Tokio para cambiarlo a un japonés moderno. Posteriormente, los guiones se enviaron a un dramaturgo japonés sin nombre especializado en jidaigeki para reescribir los diálogos en «una prosa más pulida».

### Filmación
Hiroyuki Sanada, que también se desempeñó como productor, fue esencial para la autenticidad de la serie. Convenció a la tripulación de contratar a la tripulación japonesa en diferentes departamentos, y se presentó en el set todos los días para comprobar los valores de producción, incluso antes de que llegara el director. Antes de que comenzara el rodaje, los actores fueron sometidos a un campo de entrenamiento para entrenar. Uno de los requisitos era aprender el entrenamiento del halcón, y Sanada explicó que la escena con el halcón fue su primer día de rodaje.

## Recepción

### Audiencia
En su retransmisión del canal FX, «Anjin» fue visto por un estimado de 0,764 millones de espectadores domésticos y ganó una cuota de calificaciones de 0,14 entre a los adultos de 18 a 49 años, según Nielsen Media Research. Esto significa que el 0,14 por ciento de todos los hogares con televisores vieron el episodio.

### Críticas positivas
El sitio web del agregador de reseñas Rotten Tomatoes informó de una calificación de aprobación del 100 % para el episodio, basada en 5 reseñas, con una calificación promedio de 8,4/10.
Meredith Hobbs Coons de The A.V. Club le dio al episodio una "A-" y escribió: «Con uno de estos actores actuando como productora en el programa, la hija de Clavell, Michaela, firmando como productora ejecutiva, y un presupuesto aparentemente enorme para hacer bien los detalles históricos y culturales, la autenticidad es el nombre del juego. Y se nota».Jesse Raub de Buitre le dio al episodio una calificación de 4 estrellas de 5 y escribió: «Cuando nos presentan por primera vez a Lord Toranaga, está montando a caballo a través de un campo con su séquito, viendo a su halcón salir del cielo para derribar a un faisán. Es brillante y soleado, y el público tiene una idea de lo hermoso que puede ser Shōgun, con su increíble vestuario y amplias tomas de lugares y decorados asombrosos».
Sean T. Collins de The New York Times escribió: «De los dos episodios de esta oferta inicial, el primero es, con mucho, el más débil. Por un lado, es víctima de un mal caso de síndrome del primer episodio: una tendencia a la carga frontal muestra con material que llama la atención que es mucho más contundente y más amplio que lo que sigue».Erik Kain de Forbes escribió: «Estoy profundamente impresionado hasta ahora y no puedo esperar a ver cómo se desarrolla esto. Hay mucha televisión mala por ahí ahora mismo, pero Shogun va a demostrar que todavía se está haciendo una televisión realmente genial».
Johnny Loftus de Decider escribió: «Shōgun encaja con un montón de historia de fondo de personajes, escenario de la escena política de Japón del siglo XVII, un un presabusio sobre el conflicto crucial que está por venir y una visión cultural de este primer episodio, y por su conclusión, Blackthorne no solo ha aprendido a hablar unas pocas palabras de japonés, sino que nos hemos sumergido en este mundo en capas lleno de metáforas y estallidas de violencia en junta».Tyler Johnson de TV Fanatic le dio al episodio una calificación de 4,5 estrellas sobre 5 y escribió: «Una foto de la Osaka feudal concluye con Blackthorne inclinando ante Toranaga, y la habilidad con la que este piloto (el episodio, no el asediado británico asediado que tiene ese trabajo) manejó un material tan complejo nos deja tan asombrados como cualquiera de las impresionantes imágenes entregadas por el director de la serie Jonathan Van Tulleken».